# Parageloiomimus
Parageloiomimus is een geslacht van rechtvleugeligen uit de familie Pamphagidae. De wetenschappelijke naam van dit geslacht is voor het eerst geldig gepubliceerd in 1961 door Dirsh.

## Soorten
Het geslacht Parageloiomimus omvat de volgende soorten:
- Parageloiomimus rugulosus Dirsh, 1956
- Parageloiomimus spinosus Dirsh, 1956